# Lycium densifolium
Lycium densifolium ist eine Pflanzenart aus der Gattung der Bocksdorne (Lycium) in der Familie der Nachtschattengewächse (Solanaceae).

## Beschreibung
Lycium densifolium ist ein 1 bis 1,5 m hoch werdender Strauch. Seine Laubblätter sind sukkulent und spärlich drüsig behaart. Sie werden 5 bis 16 mm lang und 1 bis 2,5 mm breit.
Die Blüten sind zwittrig und vierzählig. Der Kelch ist nahezu zylindrisch und spärlich bewimpert. Die Kelchröhre ist 2,5 bis 3 mm lang und mit 1,5 mm langen Kelchlappen besetzt. Die Krone ist gerundet und spreizend, sie ist weiß gefärbt und mit verblassend hell lavendelfarben Adern durchzogen. Die Kronröhre wird 4 bis 5 mm lang, die Kronlappen 1 bis 1,5 mm. Die Staubfäden sind auf dem untersten 1 mm des freistehenden Bereiches fein behaart.
Die Frucht ist eine rote, kugelförmig-elliptische Beere mit einem Durchmesser von 3 bis 4 mm. Sie enthält eine Vielzahl von Samen.

## Vorkommen
Die Art ist in Nordamerika verbreitet und kommt dort in den Mexikanischen Bundesstaaten Baja California und Sonora vor.

## Belege
- J.S. Miller und R.A. Levin: Lycium densifolium. In: Project Lycieae